# Marc I de Bizanci
Marc I (en grec antic: Μᾶρκος Αʹ) mort l'any 211, va ser bisbe de Bizanci durant 11 anys, del 198 al 211. Va succeir al bisbe Olimpi.
Durant el seu mandat hi va haver la persecució dels cristians per part de l'emperador Septimi Sever. No se sap del cert si ell va estar al front del bisbat durant tot el període o si, per culpa de la persecució va deixar temporalment el càrrec.